# 織田信高
織田 信高（おだ のぶたか）は、安土桃山時代の武将。織田信長の七男。通称は藤十郎。官位は従五位下・左衛門佐。

## 生涯
天正4年（1576年）、信長の七男として誕生した。母は高畑源十郎の娘・お鍋の方（興雲院）とされるが、異説もある。幼名は小洞（こぼら/ごぼう）。
天正10年（1582年）の甲州征伐の際には兄信忠の命によって美濃国垂井に配され、凱旋する信忠に一献進上したとの記録が残る。同年の本能寺の変における信長死後は、氏家行広に預けられて養育を受けた。その後、天正13年（1585年）、兄織田信秀が羽柴姓を与えられた時、その仲介で豊臣秀吉に仕え、天正19年（1591年）には近江国神崎郡山上内に1060石を領する。羽柴姓を許されて羽柴藤十郎と称した。文禄4年（1595年）、愛知郡にて粟野秀用の旧領1000石を加増されて2060石を領した。
『寛政重修諸家譜』によれば、関ヶ原の戦いでは弟信貞と共に東軍を支持したものの、本戦には間に合わず、凱旋後の徳川家康に拝謁したという。しかし、『関原軍記大成』などでは、弟信吉・信貞らと共に西軍に属して戦後赦免されたとする。おそらくは後者が正しく、弟信吉と同様に西軍に属したために失領したと思料される。もっとも、本戦に参加したとする記録はない。
慶長7年（1603年）12月12日、死去。享年28。墓地は、京都の大徳寺総見院にある。

## 生母について
一般的には信長とお鍋の方の長子とされるが、裏付ける証拠としては、小倉氏の旧領山上に所領を与えられたことなど少ない。
お鍋の方が近江の実家に隠棲した際に伴ったのは同母弟とされる織田信吉で、お鍋の方の夫小倉実房の愛知郡の所領も信吉に与えられており、お鍋の方と信高の繋がりは史料からは確認できない。また、信吉よりも出生が後でありながら織田家中においては席次が上にきており、お鍋の方とは別の上位の側室が生母の可能性も示唆される。この側室については存在を含め一切不明であるが、後に信高が西美濃三人衆の氏家直元の次子である氏家行広に預けられていること、直元長男の氏家直昌が織田信孝と秀吉の戦いに際して信孝についた折、行広と共に信高も宇都宮で蟄居していることから、氏家氏か氏家氏ゆかりの西美濃の有力国人の娘である可能性が高い（蟄居するということは、縁者として連座したと解釈できる）。信高自身の正室の生家である佐々氏も尾張国北西部の春日井郡であり、西美濃とはそれほど離れていない。
当時は佐々成政の没落前（ことによると、信孝の切腹前）でもあることから、信高生母の一族と本領が近い佐々氏が秀吉との対抗上地縁があり、生母の身分も高い信高と縁組して織田家の外戚となろうとしたと考えると自然であろう。
このほか、幼名との繋がりから織田信秀（大洞）と同腹との推測もあるが、信秀の生母は稲葉氏との推測が現在有力であり、また信秀生母は秀吉の側室となったと言われ、この説が正しいとすると信秀は秀吉の一族として羽柴姓を許されたほか侍従、2万から5万石級の大名に昇進しているのに対して、信高は羽柴姓を許されているのみで官位は従五位下左衛門佐、所領も2000石どまりであることの説明がつかないことから、同腹である可能性は低いと考えられる。信孝、成政と縁故が深い側室の子とすると、豊臣政権時代の冷遇、江戸開幕後に高家に取り立てられ厚遇されたことの説明がつく（佐々成政は秀吉の覇権確立期にはさらさら峠越えなど、家康に接近する姿勢を取っていた）。大洞、小洞ともに、美濃の地名であることから、それぞれの生母の出身に由来したとも考えられる。

## 子孫
元和2年（1616年）1月、嫡男・高重は幕臣として召し出されて近江・安房に2000石を与えられた。高重の孫信門は高家となり、以後、同家は明治維新まで高家旗本として存続した。
フィギュアスケート選手織田信成は信高系の旗本織田家の末裔であると称しているが、それを客観的に裏付ける証拠はない（明治時代以前の旗本織田家と織田信成の家の家系が繋がらないため、旗本家の直系であるとする根拠が存在しない）。